# Dewey (condado de Burnett, Wisconsin)
Dewey es un pueblo ubicado en el condado de Burnett en el estado estadounidense de Wisconsin. En el Censo de 2010 tenía una población de 516 habitantes y una densidad poblacional de 5,41 personas por km².

## Geografía
Dewey se encuentra ubicado en las coordenadas 45°46′28″N 92°5′00″O / 45.77444, -92.08333. Según la Oficina del Censo de los Estados Unidos, Dewey tiene una superficie total de 95.36 km², de la cual 93.99 km² corresponden a tierra firme y (1.43%) 1.36 km² es agua.

## Demografía
Según el censo de 2010, había 516 personas residiendo en Dewey. La densidad de población era de 5,41 hab./km². De los 516 habitantes, Dewey estaba compuesto por el 86.63% blancos, el 0% eran afroamericanos, el 10.47% eran amerindios, el 0.39% eran asiáticos, el 0% eran isleños del Pacífico, el 0% eran de otras razas y el 2.52% pertenecían a dos o más razas. Del total de la población el 0.58% eran hispanos o latinos de cualquier raza.